# Tuvalu B-Division
Die Tuvalu B-Division ist die zweithöchste Spielklasse des Fußballverbandes von Tuvalu. Der gesamte Wettbewerb wird im Tuvalu Sports Ground in Funafuti ausgetragen. In der Liga gibt es keinen Abstiegsmodus. In der B-Division spielen nur B-Mannschaften der Vereine. Gleiches gilt für die C-Division.
Derzeit sind fünf der neun Inseln von Tuvalu mit je einer Mannschaft vertreten. Die Meisterschaft wurde 2001 erstmals ausgetragen.

## Spielsystem
Die Meisterschaft verläuft von Januar oder Februar bis März. In dieser Zeit spielt jede der fünf Mannschaften einmal gegeneinander.

## Vereine (2012)
| Club          | Inselbezirk |
| ------------- | ----------- |
| FC Tofaga     | Vaitupu     |
| Tamanuku      | Nukufetau   |
| FC Niutao     | Niutao      |
| Nauti FC      | Funafuti    |
| Lakena United | Nanumea     |

## Bisherige Gewinner
- 2001:
- 2002:
- 2003:
- 2004:
- 2005: Niutao B
- 2006: Tofaga B
- 2007: Nauti B
- 2008: Lakena B
- 2009: Tofaga B
- 2010: Nauti B
- 2011: Tofaga B
- 2012: Nauti B
- 2013: Tofaga B
- 2014: Lakena B

## Weblink
- B-Team Champions auf rsssf.org